# Kisoro
Kisoro es una ciudad en la región occidental de Uganda. Es la capital del distrito de Kisoro.

## Ubicación
Kisoro está a aproximadamente a 76 kilómetros (47 mi) al oeste de Kabale, la ciudad más grande de la subregión de Kigezi. Esto es aproximadamente 484 kilómetros (301 mi), por carretera, al suroeste de Kampala, la capital de Uganda y la ciudad más grande del país. Kisoro está al este de Rumangabo y las montañas Virunga en la República Democrática del Congo (RDC). Las coordenadas geográficas de Kisoro son 1°17'06.0"S, 29°41'06.0"E (Latitud: -1.2850; Longitud: 29.6850). El Ayuntamiento de Kisoro se encuentra a una altitud media de 1929 metros (6328,7 pies), sobre el nivel medio del mar.

## Descripción general
Kisoro se encuentra bajo los picos de las montañas Mufumbiro, que forman parte de las montañas Virunga y son el hogar de los gorilas de montaña. La zona cuenta con paisajes montañosos, el lago Mutanda, coloridos mercados y caminatas por volcanes. Es la ciudad más cercana al Parque Nacional de Gorilas de Mgahinga y es una ciudad de acceso para quienes viajan a Ruanda o la República Democrática del Congo para avistar gorilas en el Parque Nacional de los Volcanes o el Parque Nacional de Virunga.

## Población
El censo nacional de 2002 estimó la población de Kisoro ciudad en 11.330 habitantes. La Oficina de Estadística de Uganda (UBOS) estimó la población en 12.700 habitantes en 2010. En 2011, la UBOS estimó que la población a mitad de año era de 12.900 personas. En 2014, el censo nacional de población estimó la población en 17.561 habitantes.
La población total del distrito de Kisoro en 2014 era de 287179 personas. 

## Puntos de interés
Los siguientes puntos de interés se encuentran dentro o muy cerca de los límites de la ciudad de Kisoro:
- Oficinas del Ayuntamiento de Kisoro
- Mercado central de Kisoro
- Aeropuerto de Kisoro, administrado por la Autoridad de Aviación Civil de Uganda
- Hospital del Distrito de Kisoro, un hospital público de 160 camas administrado por el Ministerio de Salud de Uganda
- El lago Mutanda, situado aproximadamente a 20 kilómetros (12,4 mi), por carretera, al norte de Kisoro.
- Parque Nacional Impenetrable de Bwindi, para observar gorilas de montaña
- Voice of Muhabura es una estación de radio local que transmite en 88.9 FM. La radio se transmite en vivo en Vomuhabura Online en rufumbira (un dialecto local sinónimo de kinyarwanda), rukiga, inglés y suajili. Atiende a más de 6 millones de personas.

## Fotos
- Fotografía del centro de Kisoro
- Vista panorámica de la ciudad de Kisoro
- Otra vista de Kisoro